# Tim White
Tim D. White (Los Angeles, Califòrnia, 24 d'agost de 1950) és un paleoantropòleg estatunidenc, professor de biologia integrativa a la Universitat de Califòrnia a Berkeley. Es va fer famós gràcies a la participació que va fer en el descobriment del Lucy, conjuntament amb Donald Johanson, Yves Coppens i Maurice Taieb.
Es va llicenciar l'any 1972 en biologia i antropologia a la Universitat de Califòrnia a Riverside, i es va doctorar en antropologia física a la Universitat de Michigan l'any 1974. És professor a la Universitat de Califòrnia a Berkeley des de l'any 1977, i allà ha col·laborat juntament amb John Desmond Clark i Francis Clark Howell en els seus treballs. White ha estat mentor d'altres futurs paleontòlegs com Susan Antón, Berhane Asfaw, David DeGusta, Yohannes Haile-Selassie i Gen Suwa, entre d'altres. També és director del Human Evolution Research Center i és codirector (amb Berhane Asfaw, Yonas Beyene i Giday WoldeGabriel) del Middle Awash Research Project.
L'any 1974 White va treballar amb l'equip de Richard Leakey a Kenya. Aquest va quedar tan impressionat amb el treball de White, que el recomanà a Mary Leakey perquè col·laborés en l'estudi de fòssils d'homínids trobats a Laetoli, Tanzania. Un dels descobriments més importants de White és el d'Ardipithecus ramidus, l'espècie d'homínid més antiga trobada fins al moment, i que té 4,4 milions d'anys d'antiguitat. White també va dirigir el descobriment d'Homo sapiens idaltu i el d'Australopithecus garhi.
En l'actualitat, pertany a l'Acadèmia Nacional de Ciències dels Estats Units.